# Jalida Yarrar
Jalida Yarrar (en árabe: خالدة جرار‎; Nablus, 9 de febrero de 1963) es una política palestina y activista feminista de izquierdas, miembro del Buró Político del Frente Popular para la Liberación de Palestina (FPLP) y miembro del Consejo Legislativo Palestino. Fue elegida al parlamento palestino en enero de 2006 como una de los tres diputados del FPLP y ha seguido ejerciendo en su cargo desde entonces. Yarrar también es la representante palestina en el Consejo de Europa y presidenta del Comité de Prisioneros del parlamento palestino. Además, ha jugado un papel determinante en la solicitud de Palestina ante la Corte Penal Internacional. Yarrar es una activista en el campo de la defensa de los derechos humanos, especialmente los derechos de los prisioneros palestinos. Dirigió la ONG Addameer para la defensa de prisioneros y detenidos palestinos.
Jalida Yarrar ha sido arrestada en numerosas ocasiones por las autoridades israelíes, la mayoría de las cuales desembocaron en una detención administrativa, lo que supone el encarcelamiento por un tiempo indefinido sin que se presenten cargos ni se lleve a juicio al detenido. En una ocasión, un tribunal militar israelí la acusó de «incitación e implicación en actividades terroristas». El cargo de incitación se refiere a unas declaraciones públicas realizadas en 2012 en las que criticaba la ocupación israelí de Cisjordania. El tribunal la condenó a 15 meses de prisión de los que llegó a cumplir 6, tras lo que fue puesta en libertad después de una campaña de apoyo internacional. 
En marzo de 2021, después de haber pasado dos años en la cárcel sin cargos, un tribunal militar israelí la condenó a dos años de prisión mediante un acuerdo con la fiscalía en la que declaraba pertenecer a una organización, el Frente Popular para la Liberación de Palestina, que es considerada como un grupo terrorista por Israel. Yarrar declaró que el acuerdo se había debido a las condiciones extenuantes de los procedimientos legales, a la falta de confianza en los tribunales militares israelíes y a la amenaza de ser condenada a 7 años si no aceptaba el acuerdo. Fue liberada el 26 de septiembre de 2021.
En 2024, fue arrestada nuevamente después del estallido de la guerra entre Israel y Hamás. En enero de 2025, fue liberada como parte del acuerdo de alto el fuego entre Israel y Hamás.

## Biografía
Su padre tenía una tienda de juguetes en Nablus. En 1985, después de una relación de cinco años y tras haber completado su máster de grado en la Universidad de Birzeit, se casó con Ghassan Jarrar, un compañero de clase que ahora trabaja como fabricante de muebles y juguetes en la localidad de Beit Furik. Su marido es un exactivista político que ha sido arrestado 14 veces por las autoridades israelíes y que ha pasado más de 10 años en cárceles israelíes en detención administrativa. La pareja tiene dos hijas, Yafa, con una licenciatura en Derecho por la Universidad de Ottawa, y Suha, con un máster de grado sobre ciencia y políticas del cambio climático. Yarrar vive con su familia en Al Bireh.
Tras la muerte de su hija Suha por un infarto en julio de 2021, las autoridades israelíes negaron a Jarrar la libertad provisional por cuestiones humanitarias, medida que había solicitado para poder atender al funeral de su hija Suha, fallecida por un paro cardíaco. Yarrar visitó la tumba de su hija una vez liberada, en septiembre de 2021.

### Carrera política
Ha sido una activista de derechos humanos durante muchos años. Fue detenida por primera vez el 8 de marzo de 1989, tras su participación en una manifestación en el Día Internacional de la Mujer. También estuvo activa durante varios años en apoyo de los prisioneros palestinos y trabajó entre 1993 y 2005 como directora de Addameer, una ONG en defensa de los derechos humanos y los presos palestinos ubicada en Ramala. Anteriormente trabajó para la Agencia de Naciones Unidas para los Refugiados de Palestina en Oriente Próximo (UNRWA)  y participó activamente en el trabajo con mujeres palestinas y en la defensa de los derechos de las mujeres.
Desde 1998, año en el que asistió a una Cumbre de Defensores de los Derechos Humanos en París, las autoridades israelíes prohibieron a Yarrar viajar fuera de Palestina. En 2005, las autoridades israelíes se negaron a permitirle salir del país, la sexta negativa desde 2000, para asistir a una conferencia de derechos humanos en Irlanda organizada por Front Line Defenders (Front Line), concretamente la «Tercera Plataforma de Dublín para Defensores de Derechos Humanos». La conferencia estaba programada entre el 13 y 15 de octubre de 2005 en Dublín. Por aquel entonces todavía no había sido acusada de ningún delito por las autoridades israelíes. Desde marzo de 2006, se convirtió en la máxima líder política del Frente Popular para la Liberación de Palestina después de que el secretario general del grupo, Ahmed Saadat, fuera arrestado y puesto en régimen de aislamiento.
Dado que no obtuvo permiso para salir de Cisjordania, fue entrevistada por teléfono en 2009 con motivo del Informe Goldstone, que investigó las violaciones de derechos humanos durante la guerra de Gaza de 2008-2009.

### Problemas de salud
Yarrar ha sufrido episodios de trombosis venosa profunda y su abogado ha denunciado que no dispone de un cuidado médico apropiado para su enfermedad en las prisiones israelíes. En julio de 2010, un médico la informó de que las pruebas indicaban que necesitaba un escáner cerebral urgente para establecer un diagnóstico neurológico exacto. Dado que en Cisjordania, donde se encontraba detenida en ese momento, no había equipamiento médico para realizar este diagnóstico, el Ministerio de Salud palestino le informó de que el sistema sanitario palestino cubriría los costes de su hospitalización en Amán, pero no en Israel. Como diputada del Consejo Legislativo Palestino, la expatriación para pruebas médicas debería estar garantizada. Un oficial israelí de la Administración Civil en los territorios ocupados declaró que no había ninguna amenaza de seguridad para Israel en un posible traslado de Yarrar a Jordania. El 29 de agosto, cuando ya se encontraba en el Puente Allenby (en la frontera palestino-jordana), el servicio de inteligencia israelí, Shin Bet, la declaró una amenaza de seguridad para la región. La exvicepresidenta del Parlamento Europeo, Luisa Morgantini, pidió a la Eurocámara que interviniese para exigir a Israel que dejase a Yarrar ir a Amán para recibir su tratamiento médico. Finalmente se le permitió viajar a Amán.

### Orden de expulsión

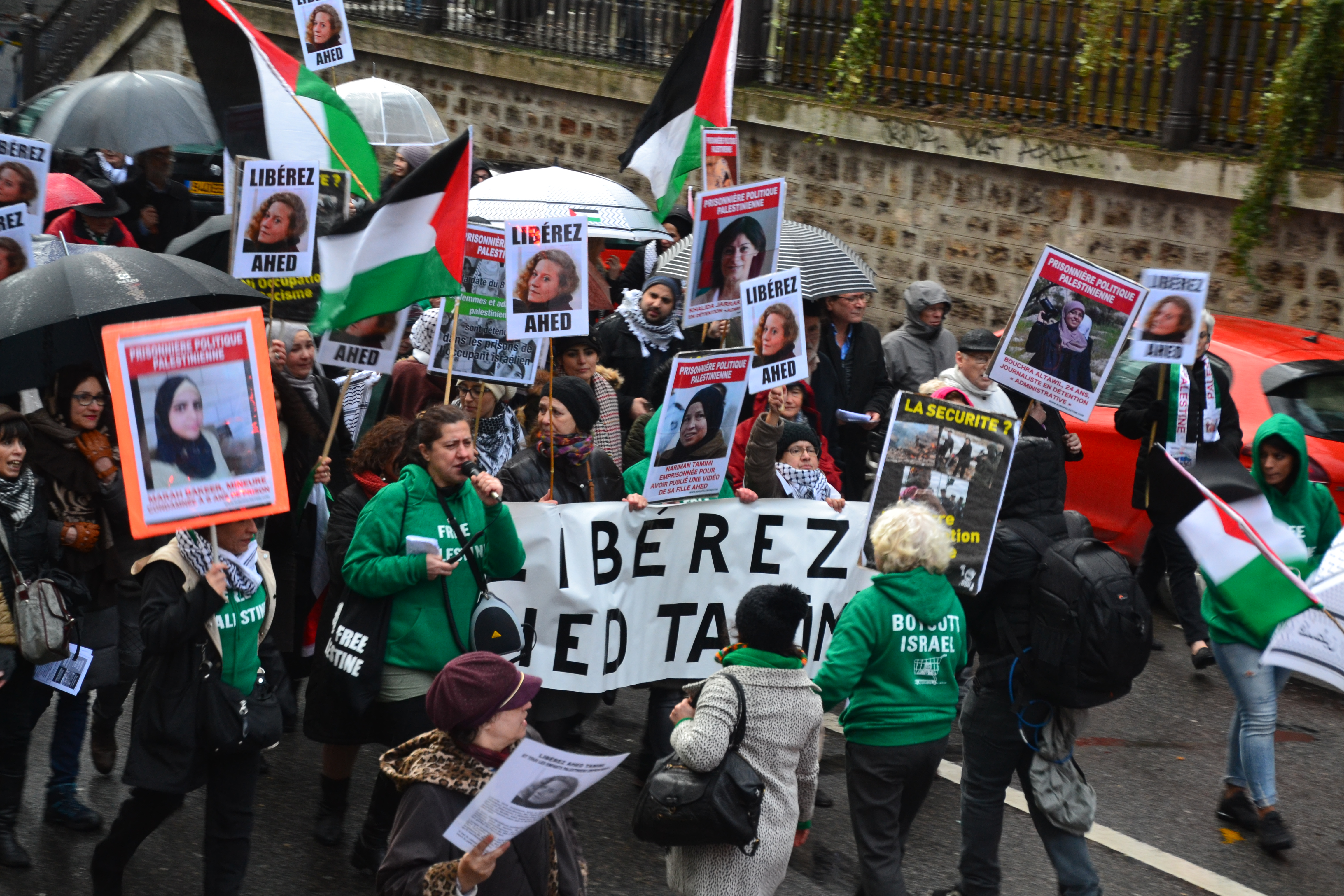
Manifestación en París por la liberación de algunas presas palestinas, incluida Jalida Yarrar.

El 20 de agosto de 2014, unos cincuenta soldados israelíes rodearon la casa de Jarrar en Ramala, tras lo que un agente israelí le dio una orden de expulsión en la que se la declaraba una amenaza para la seguridad de la región y se le exigía que abandonase su lugar de residencia, Ramala, y se trasladase a la Gobernación de Jericó, donde tendría que vivir sometida a un estricto protocolo de restricción de movimientos durante seis meses. La orden debía ejecutarse inmediatamente. Ella rechazó la orden y declaró: «La ocupación es la que debe abandonar nuestra patria». Ramala, según los Acuerdos de Oslo, se encuentra ubicada en la denominada Área A, bajo plena jurisdicción palestina. Yarrar se negó a firmar la orden.
Presentó una apelación contra esta orden ante un tribunal israelí, que rebajó el periodo de restricción de movimientos de 6 meses a 1 solo mes. En cualquier caso, nunca llegó a irse de Ramala. Según un columnista del diario israelí Haaretz, fue su negativa a ser deportada la que ocasionó su arresto en abril de 2015.

### Detención administrativa, juicio y condena
El 2 de abril de 2015, cerca de las 1:15 de la madrugada, fue detenida en su domicilio por soldados israelíes. Su marido afirma que una unidad de unos 50 o 60 soldados rompieron la puerta principal y se adentraron en la casa, aunque aparte de esta acción no se comportaron de manera violenta. No se le informó de ninguna causa para su arresto, aunque un comandante, un tal capitán Yihye, afirmó que ella había ignorado una orden anterior del ejército de abandonar su casa. Los soldados trataron de evitar que marido y mujer se abrazaran antes de que se la llevaran, pero Yihye intervino para permitirlo. Después de que los soldados se llevasen a Jarrar, su marido se encontró a una de sus hijas esposada. Según la orden de arresto, a Yarrar se la relacionaba con la «incitación e implicación en actos de terrorismo». Fue interrogada durante cuatro horas y encarcelada en la prisión de HaSharon. Los soldados confiscaron dos ordenadores y un teléfono móvil de su casa. El comandante en jefe del Comando Central, el general Roni Numa, emitió una orden de detención administrativa de seis meses contra ella; dicha orden permite al ejército israelí detener a cualquier persona de manera indefinida, sin presentar cargos contra él y sin informarle de qué se le acusa. A pesar de las protestas internacionales, esta orden se confirmó el 8 de abril. El diario israelí Haaretz condenó la detención sin pruebas de Yarrar y condenó el uso excesivo que Israel hace de este procedimiento. El derecho humanitario internacional acepta la detención administrativa en casos excepcionales y sólo como último recurso, aunque diversas asociaciones en favor de los derechos humanos argumentan que Israel, que afirma que estas detenciones frustran posibles ataques, sobrepasa los límites con su uso abusivo de esta práctica.

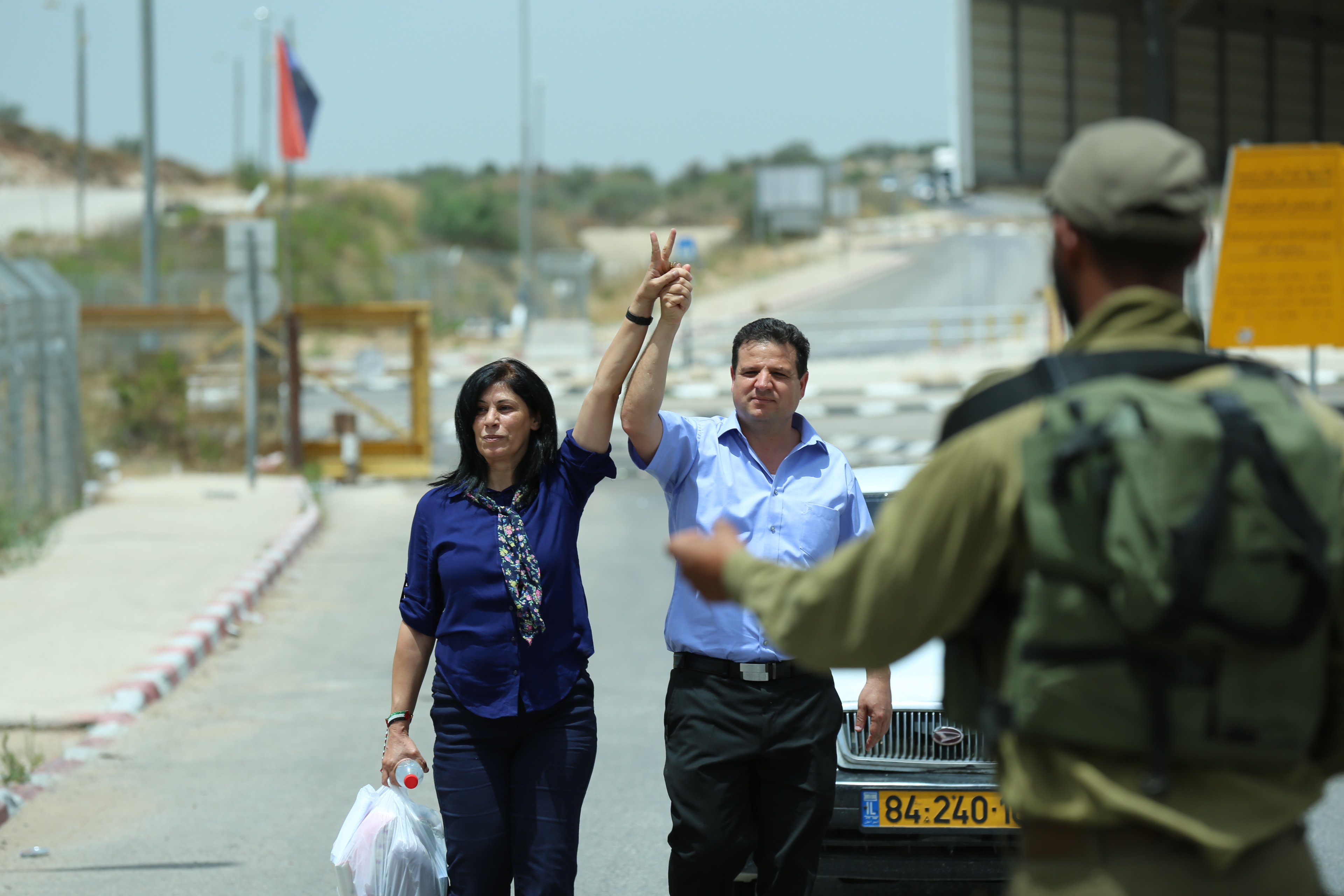
Ayman Odeh junto con la parlamentaria palestina Jalida Yarrar, poco después de la liberación de esta última en 2016.

Los diputados israelíes de origen palestino, incluido Ahmad Tibi, exigieron su liberación inmediata, mientras que Aida Touma-Suleiman la calificó de «una detención política de una diputada electa que se opone a la ocupación». Un defensor de los presos palestinos que se dedica a mejorar sus condiciones de vida, Kaddoura Fares, declaró que el momento concreto del arresto despertaba sospechas en torno a si la medida adoptada por Israel contra Jarrar era una especie de venganza, teniendo en cuenta su papel al supervisar los procedimientos relativos a la Corte Penal Internacional (CPI), y el hecho de que la orden de detención se ejecutase inmediatamente después de que la Autoridad Nacional Palestina fuese aceptada como miembro del CPI. Su marido también declaró que podía tratarse de una represalia por el ingreso de Palestina en el CPI. Amnistía Internacional destacó que Jarrar padece problemas de salud crónica que se pueden agravar con una detención indefinida sin cargos ni pruebas. Cincuenta y ocho diputados del Parlamento Europeo protestaron contra su arresto en una carta abierta a Federica Mogherini, en la que declaraban que los intentos de realizar un desplazamiento forzoso de una persona bajo un régimen de ocupación, condición en la que Jarrar se encontraba en 2014, constituyen una violación del Cuarto Convenio de Ginebra. Haaretz afirmó en el momento de su arresto:

Si Yarrar rompió la ley, Israel debe juzgarla y demostrar que cometió un delito. Si, por otro lado, el motivo de su detención es la venganza, debe ser liberada inmediatamente.

Tras su detención administrativa llegó su encarcelación formal a la espera de juicio, que comenzó a puerta cerrada el 15 de abril en un tribunal militar en la Cárcel de Ofer. El fiscal del tribunal militar israelí le acusó de doce cargos basados sobre todo en su asociación con el Frente Popular para la Liberación de Palestina, incluida la afiliación con una organización calificada de ilegal por Israel, participación en protestas y apología del secuestro de soldados israelíes. Varios cargos la acusaban de dar entrevistas, discursos y conferencias, participar en manifestaciones y en una feria de libro politizada, pedir la liberación de los presos palestinos y oponerse a la ocupación israelí. La acusación también hablaba de sospechas de haber visitado los hogares de las familias de los presos y de pedir la liberación de Ahmad Sa'adat, un dirigente del Frente Popular para la Liberación de Palestina. 
Haaretz calificó el juicio de «una perversión kafkiana del derecho militar». Según la ONG palestina Addameer, el juez a cargo confirmó la orden de detención administrativa, lo que supone que no pueda salir bajo fianza. La revisión judicial de los cargos se fijó para el 29 de abril. El 26 de abril, un editorial de Haaretz defendía que el fiscal general Militar decidió presentar cargos de terrorismo contra ella solo después de que su detención arbitraria despertase la crítica internacional, y volvió a hacerse eco de la sospecha de que el juicio sea un castigo por la exitosa entrada de Palestina en la CPI. Este editorial también llamó la atención sobre el hecho de que la prensa israelí no se hubiera hecho apenas eco de la detención de una diputada electa en clara vulneración de su inmunidad parlamentaria, realizada por fuerzas israelíes en un territorio bajo plena jurisdicción palestina. También destacó que no se habían celebrado protestas de mujeres tras la detención de una destacada activista feminista, ni de parlamentarios israelíes por la detención de una parlamentaria. En el momento de su detención era la única mujer en detención administrativa; una de los 16 diputados palestinos encarcelados sin pruebas bajo esta medida judicial; y una de los 450 palestinos bajo detención administrativa.
El 21 de mayo de 2015, el tribunal dictaminó que Yarrar debía ser liberada bajo arresto domiciliario. También le impuso una multa de 5180 dólares. Amnistía Internacional, que informó de que había sido llevada al juicio con los pies encadenados, publicó que el juez había dictaminado que el caso de la acusación estaba basado en pruebas insuficientes. La acusación recibió tres días para presentar su apelación. Tras esta apelación, el tribunal revirtió su dictamen el 28 de mayo y declaró que Yarrar era un «riesgo para la seguridad» en base a pruebas secretas. El tribunal decidió que siguiese detenida hasta que concluyese el juicio contra ella. 
Su abogado declaró que el proceso estaba siendo «un circo, una farsa». Por ejemplo, a los testigos a los que se pedía que identificasen a Yarrar les dieron fotografías de siete personas de las que ella era la única mujer. El 6 de diciembre de 2015, el juez dictó su sentencia: 15 meses de cárcel por pertenencia a una organización ilegal y por «incitación», además de una sentencia suspendida de un año dentro de un plazo de cinco. Además, fue multada con 2582 dólares, y finalmente fue liberada el 3 de junio de 2016. Sin embargo, el 2 de julio de 2017 volvió a ser detenida por tropas israelíes por supuestas amenazas contra la seguridad nacional. En junio de 2018 se determinó que su detención administrativa se prorrogaría otros cuatro meses, manteniéndose en secreto todos los cargos contra ella. 
El 28 de febrero de 2019 salió de la cárcel tras haber pasado en ella 20 meses en situación de detención administrativa, sin que se presentase contra ella ningún cargo y sin que se realizase ningún proceso judicial. A finales de octubre de 2019, unos setenta soldados israelíes rodearon su casa de Ramala a las 3:00 a. m. y volvieron a detenerla. Según fuentes militares israelíes, fue detenida «bajo sospecha de estar relacionada con actividades que ponen en riesgo la seguridad de la zona». La acusación también incluye «tener un puesto en una asociación ilegal». La corte militar israelí la volvió a sentenciar a cuatro meses de detención administrativa. En marzo de 2021 fue condenada tras un acuerdo con la fiscalía y comenzó a cumplir dos años de cárcel, aunque fue liberada en septiembre de 2021 por haber cumplido ya dicha condena. Su hija Suha murió mientras Yarrar estaba en la cárcel, y no obtuvo permiso de las autoridades israelíes para acudir a su entierro.

### Nueva detención (2023-2025)
El 26 de diciembre de 2023, en el contexto de la guerra de Gaza, Yarrar fue de nuevo detenida por tropas israelíes en su casa de Ramala. Su marido fue golpeado con las culatas de los fusiles y amenazado de muerte cuando un soldado afirmó que había intentado defenderse echando mano de un fusil. Fue enviada, bajo detención administrativa, a la prisión de Damon, cerca del Monte Carmelo. A principios de agosto, sin informar a su familia y con la necesidad de medicación, fue encarcelada en una celda sin ventanas de 2,5 x 1,5 metros en la prisión para mujeres Neve Tirza, donde permaneció en régimen de aislamiento. Según Gideon Levy, la celda estaba equipada únicamente con una cama de cemento con un colchón fino y un inodoro que no tiene cisterna. Para tomar un poco de aire fresco, se tiene que recostar en el suelo para respirar por una rendija debajo de la puerta de la celda. Pidió a su abogado que la ayudara a garantizar que recibiera condiciones que le permitieran respirar, porque se estaba asfixiando. La orden de detención administrativa de seis meses en su contra fue renovada el 24 de junio. Según B'tselem, sesenta reclusos palestinos han muerto en cárceles israelíes desde el 7 de octubre de 2023.
Después de más de un año aislada y sin posibilidad de recibir visitas de su familia, en el acuerdo de alto el fuego de enero de 2025, el nombre Yarrar apareció en la lista de las presas palestinas que habrían de ser liberadas a cambio de las rehenes israelíes capturadas durante la operación Inundación de Al Aqsa. Fue liberada el 20 de enero de 2025, junto con otros 90 prisioneros palestinos, incluidos 69 mujeres y 21 adolescentes, algunos de ellos de tan solo 12 años, todos ellos de Cisjordania y Jerusalén ocupadas.